# Фінал Кубка Стенлі 2021

Логотип фіналу

Фінал Кубка Стенлі 2021 (англ. Stanley Cup Finals) — 128-й загалом фінал Кубка Стенлі та сезону 2020–2021 у НХЛ між «Монреаль Канадієнс» та «Тампа-Бей Лайтнінг».
Вдруге поспіль Кубок Стенлі здобув клуб «Тампа-Бей Лайтнінг».

## Арени
| Тампа             | Амалі-арена Белл-центрclass=notpageimage\| Арени фіналу Кубка Стенлі 2021 | Монреаль          |
| Амалі-арена       | Амалі-арена Белл-центрclass=notpageimage\| Арени фіналу Кубка Стенлі 2021 | Белл-центр        |
| Місткість: 19 092 | Амалі-арена Белл-центрclass=notpageimage\| Арени фіналу Кубка Стенлі 2021 | Місткість: 21 302 |
|                   | Амалі-арена Белл-центрclass=notpageimage\| Арени фіналу Кубка Стенлі 2021 |                   |

## Шлях до фіналу
| Західна конференція |          |                    |                   |                                             |
| Стадія              | Суперник | Суперник           | Загальний рахунок | Результати матчів                           |
| Перший раунд        | П1       | Торонто Мейпл Ліфс | 4 : 3             | 2:1, 1:5, 1:2, 0:4, 4:3 (OT), 3:2 (OT), 3:1 |
| Другий раунд        | П3       | Вінніпег Джетс     | 4 : 0             | 5:3, 5:3, 1:0, 5:1, 3:2 (ОТ)                |
| Півфінал            | 1        | Вегас Голден Найтс | 4 : 2             | 1:4, 3:2, 3:2 (ОТ), 1:2 (ОТ), 4:1, 3:2 (ОТ) |

| Східна конференція |          |                     |                   |                                        |
| Стадія             | Суперник | Суперник            | Загальний рахунок | Результати матчів                      |
| Перший раунд       | Ц2       | Флорида Пантерс     | 4 : 2             | 5:4, 3:1, 5:6 (ОТ), 6:2, 1:4, 4:0      |
| Другий раунд       | Ц1       | Кароліна Гаррікейнс | 4 : 1             | 2:1, 2:1, 2:3 (ОТ), 6:4, 2:0           |
| Півфінал           | 6        | Нью-Йорк Айлендерс  | 4 : 3             | 1:2, 4:2, 2:1, 2:3, 8:0, 2:3 (ОТ), 1:0 |

## Серія
| 28 червня 2021 20:00 | Тампа-Бей Лайтнінг | 5 : 1 (1:0, 1:1, 3:0) | Монреаль Канадієнс | Амалі-арена, Тампа Глядачів: 15 911 |

| Протокол                                                                                                   | Протокол                | Протокол           | Протокол   | Протокол                           |
| --- | ----------------------- | ------------------ | ---------- | ---------------------------------- |
| | Андрій Василевський     | Голкіпери          | Кері Прайс | Арбітри: Ден О’Рурк Франсіс Шаррон |
| Ерік Чернак — 06:19 Янні Гурд — 25:47 Микита Кучеров — 42:00 Микита Кучеров — 51:25 Стівен Стемкос — 58:50 | 1:0 2:0 2:1 3:1 4:1 5:1 | 37:40 — Бен Кіарот |            | Арбітри: Ден О’Рурк Франсіс Шаррон |
| 6 хв. | Вилучення               | 8 хв.              |            | Арбітри: Ден О’Рурк Франсіс Шаррон |
| 27 | Кидки                   | 19                 |            | Арбітри: Ден О’Рурк Франсіс Шаррон |

| 30 червня 2021 20:00 | Тампа-Бей Лайтнінг | 3 : 1 (0:0, 2:1, 1:0) | Монреаль Канадієнс | Амалі-арена, Тампа Глядачів: 17 166 |

| Протокол                                                           | Протокол            | Протокол            | Протокол   | Протокол                              |
| ------------------------------------------------------------------ | ------------------- | ------------------- | ---------- | ------------------------------------- |
|                                                                    | Андрій Василевський | Голкіпери           | Кері Прайс | Арбітри: Келлі Сазерленд Ерік Фурлатт |
| Ентоні Чіреллі — 26:40 Блейк Коулмен — 39:58 Ондржей Палат — 55:42 | 1:0 1:1 2:1 3:1     | 30:36 — Нік Судзукі |            | Арбітри: Келлі Сазерленд Ерік Фурлатт |
| 20 хв.                                                             | Вилучення           | 20 хв.              |            | Арбітри: Келлі Сазерленд Ерік Фурлатт |
| 23                                                                 | Кидки               | 43                  |            | Арбітри: Келлі Сазерленд Ерік Фурлатт |

| 2 липня 2021 20:00 | Монреаль Канадієнс | 3 : 6 (1:2, 1:2, 1:2) | Тампа-Бей Лайтнінг | Белл-центр, Монреаль Глядачів: 3 500 |

| Протокол                                                   | Протокол                            | Протокол | Протокол            | Протокол                           |
| ---------------------------------------------------------- | ----------------------------------- | --- | ------------------- | ---------------------------------- |
|                                                            | Кері Прайс                          | Голкіпери | Андрій Василевський | Арбітри: Горд Дваєр Франсіс Шаррон |
| Філліп Дано — 11:16 Нік Судзукі — 38:04 Корі Перрі — 55:58 | 0:1 0:2 1:2 1:3 1:4 2:4 2:5 3:5 3:6 | 01:52 — Ян Рутта 03:27 — Віктор Гедман 21:40 — Микита Кучеров 23:33 — Тайлер Джонсон 55:19 — Тайлер Джонсон 56:48 — Блейк Коулмен |                     | Арбітри: Горд Дваєр Франсіс Шаррон |
| 2 хв.                                                      | Вилучення                           | 2 хв. |                     | Арбітри: Горд Дваєр Франсіс Шаррон |
| 35                                                         | Кидки                               | 30 |                     | Арбітри: Горд Дваєр Франсіс Шаррон |

| 5 липня 2021 20:00 | Монреаль Канадієнс | 3 : 2 (ОТ) (1:0, 0:1, 1:1, 1:0) | Тампа-Бей Лайтнінг | Белл-центр, Монреаль Глядачів: 3 500 |

| Протокол                                                              | Протокол            | Протокол                                    | Протокол            | Протокол                              |
| --------------------------------------------------------------------- | ------------------- | ------------------------------------------- | ------------------- | ------------------------------------- |
|                                                                       | Кері Прайс          | Голкіпери                                   | Андрій Василевський | Арбітри: Ерік Фурлатт Келлі Сазерленд |
| Джош Андерсон — 15:39 Олександр Романов — 48:48 Джош Андерсон — 63:57 | 1:0 1:1 2:1 2:2 3:2 | 37:20 — Барклай Гудров 53:48 — Патрік Марун |                     | Арбітри: Ерік Фурлатт Келлі Сазерленд |
| 20 хв.                                                                | Вилучення           | 12 хв.                                      |                     | Арбітри: Ерік Фурлатт Келлі Сазерленд |
| 21                                                                    | Кидки               | 34                                          |                     | Арбітри: Ерік Фурлатт Келлі Сазерленд |

| 7 липня 2021 20:00 | Тампа-Бей Лайтнінг | 1 : 0 (0:0, 1:0, 0:0) | Монреаль Канадієнс | Амалі-арена, Тампа Глядачів: 18 110 |

| Протокол            | Протокол            | Протокол  | Протокол   | Протокол                       |
| ------------------- | ------------------- | --------- | ---------- | ------------------------------ |
|                     | Андрій Василевський | Голкіпери | Кері Прайс | Арбітри: Горд Дваєр Ден О’Рурк |
| Росс Колтон — 33:27 | 1:0                 |           |            | Арбітри: Горд Дваєр Ден О’Рурк |
| 8 хв.               | Вилучення           | 8 хв.     |            | Арбітри: Горд Дваєр Ден О’Рурк |
| 30                  | Кидки               | 22        |            | Арбітри: Горд Дваєр Ден О’Рурк |

| Володар Кубка Стенлі 2021       |
| ------------------------------- |
| Тампа-Бей Лайтнінг третій титул |

## Володарі Кубка Стенлі
| Володарі Кубка Стенлі Тампа-Бей Лайтнінг | Воротарі: Андрій Василевський, Кертіс Макелінні Захисники: Люк Шенн, Раєн Мак-Донаф, Ян Рутта, Каллан Фут, Давід Савар, Віктор Гедман, Ерік Чернак, Михайло Сергачов Нападники: Матьє Джозеф, Патрік Марун, Алекс Кіллорн, Ондржей Палат, Барклай Гудров, Микита Кучеров, Тайлер Джонсон, Блейк Коулмен, Брейден Пойнт, Янні Гурд, Ентоні Сіреллі, Росс Колтон, Стівен Стемкос (К) Головний тренер: Джон Купер Генеральний менеджер: Жульєн Брісбуа |